# Tennistoernooi van Eastbourne 2019
|                                            |  |                                     |
| Karolína Plíšková, winnares bij de vrouwen |  | Taylor Fritz, winnaar bij de mannen |

Het tennistoernooi van Eastbourne van 2019 werd van zondag 23 tot en met zaterdag 29 juni 2019 gespeeld op de grasbanen van de Devonshire Park Lawn Tennis Club in de Engelse kustplaats Eastbourne. De officiële naam van het toernooi was Nature Valley International.
Het toernooi bestond uit twee delen:
- WTA-toernooi van Eastbourne 2019, het toernooi voor de vrouwen
- ATP-toernooi van Eastbourne 2019, het toernooi voor de mannen

## Toernooikalender
| Eastbourne        | juni 2019 | juni 2019 | juni 2019 | juni 2019 | juni 2019    | juni 2019    | juni 2019 | juni 2019 |
| Eastbourne        | zon 23    | maa 24    | din 25    | woe 26    | don 27       | vrĳ 28       | zat 29    |           |
| ----------------- | --------- | --------- | --------- | --------- | ------------ | ------------ | --------- | --------- |
| vrouwenenkelspel  | 1e ronde  | 1e ronde  | 2e ronde  | 3e ronde  | kwartfinale  | halve finale | finale    |           |
| vrouwendubbelspel | 1e ronde  | 1e ronde  | 1e ronde  | 2e ronde  | 2e ronde     | halve finale | finale    |           |
| mannenenkelspel   |           | 1e ronde  | 1e ronde  | 2e ronde  | kwartfinale  | halve finale | finale    |           |
| mannendubbelspel  |           | 1e ronde  | 1e ronde  | 2e ronde  | halve finale | finale       |           |           |

ATP-toernooi van Eastbourne – WTA-toernooi van Eastbourne

2009 · 2010 · 2011 · 2012 · 2013 · 2014 · 2015 · 2016 · 2017 · 2018 · 2019 · 2020 · 2021 · 2022 · 2023 · 2024